# Ivica Cindrić-Ićo
Ivica Cindrić-Ićo  (Split, 1964. – Split, 8. siječnja 2003.), poznatiji kao Ićo Purger, legendarni navijač Hajduka i Dinama iz 80-tih godina 20. stoljeća. Sebe je smatrao pripadnikom Torcide, a pratio je Hajduk i Dinamo na gostovanjima s navijačima ova oba kluba po svim stadionima Jugoslavije. Ićo Purger jedan je od četvorice navijača koji su u ljeto 1986. godine dali ime navijačima Dinama, današnjim Bad Blue Boysima, u čemu su još sudjelovali Tonči Prlac-Prle i Borislav Jelović-Ušo iz Torcide i navijač Dinama Sandro Dujmušić. 
Ivica Cindrić postao je toliko popularan da je kao jedan od likova završio i u filmu ZG80, a odigrao ga je Mijo Jurišić. Film govori o odlasku dinamovih navijača u Beograd i njihovom sukobu s navijačima Crvene zvezde, poznatije kao Delije.
Na tridesetu godišnjicu davanja imena Bad Blue Boysima, 2016. godine, pripadnici Bad Blue Boys Fan Cluba došli su mu se pokloniti i odati počast.
Umro je u siječnju 2003. godine i pokopan je na splitskom groblju Lovrinac.

## Vanjske poveznice
- Zg magazin: Boysi 30 godina uz Modre  Arhivirana inačica izvorne stranice od 16. siječnja 2017. (Wayback Machine)
- Kako su Bad Blue Boysi dobili ime? Otkrio nam je autor osobno